# Merremia sibirica
Merremia sibirica är en vindeväxtart som först beskrevs av Carl von Linné, och fick sitt nu gällande namn av Hallier f. Merremia sibirica ingår i släktet Merremia och familjen vindeväxter. Arten har ej påträffats i Sverige.